# Cnestis
Cnestis là một chi thực vật có hoa trong họ Connaraceae. Chi này được Antoine Laurent de Jussieu công bố mô tả khoa học đầu tiên năm 1789.

## Từ nguyên
Từ chữ Hy Lạp knesiao nghĩa là ngứa – để nói tới các lông trong quả gây ngứa, knizo, knetho, knestis nghĩa là dao cạo, dao nạo, cạo, nạo, giũa, gãi, cào.

## Mô tả
Dây leo thân gỗ hoặc cây bụi leo bám nhiều hay ít, hiếm khi là cây gỗ nhỏ. Lá không có lá kèm, có cuống lá, kép lông chim lẻ; các lá chét mọc đối hoặc gần so le, mép lá nguyên. Cụm hoa đầu cành hoặc ở nách lá, đơn độc hoặc thành chùm, các cụm đầu cành thường hình chùy, các cụm ở nách lá là chùm hoa và thường mọc ở nách các lá rụng trên các cành già; các lá bắc nhỏ, giống như vảy hoặc hình mũi mác. Hoa lưỡng tính. Lá đài 5, xếp lợp hoặc xếp rời trong chồi, đôi khi giống cánh hoa, hơi hợp sinh tại gốc. Cánh hoa 5, ngắn hơn một chút hoặc tương đương lá đài, hợp sinh ở gốc, có khía và cuốn trong tại đỉnh. Nhị hoa khoảng 10, rời, tất cả đều hữu sinh, xen kẽ giữa cá nhị dài hơn và ngắn hơn, các nhị đối diện lá đài thường dài hơn; chỉ nhị rời hoặc hơi hợp sinh ở gốc. Lá noãn 5, rời; bầu nhụy có lông tơ; noãn 2, thẳng đứng, đính bên. Vòi nhụy dài hơn bầu nhụy; đầu nhụy hình đầu. Quả đại 1-5, không cuống, hình quả lê, thường thuôn dài thành các bướu giống như sừng, mở theo khe nứt dọc phía gần trục, có lông tơ rậm phía xa trục, rậm lông áp ép phía gần trục; lá đài bền không phình to. Hạt 1, chủ yếu là màu đen hoặc nâu sẫm, bóng, dẹt; áo hạt từ gốc, xiên; có nội nhũ.

## Phân bố
Các loài trong chi này phân bố trong khu vực nhiệt đới và miền nam châu Phi, Đông Nam Á và Hải Nam (Trung Quốc).

## Các loài
Danh sách loài lấy theo The Plant List và Plants of the World Online:
- Cnestis bomiensis Lemmens, 1989: Bờ Biển Ngà, Liberia.
- Cnestis corniculata Lam., 1789: Nhiệt đới miền tây châu Phi đến Angola, Sudan và đông Tanzania.
- Cnestis ferruginea Vahl ex DC., 1825: Nhiệt đới miền tây châu Phi đến bắc Angola và Nam Sudan.
- Cnestis macrantha Baill., 1867: Từ đông nam Nigeria đến tây bắc Gabon.
- Cnestis macrophylla Gilg ex G.Schellenb., 1919: Tây Cameroon, tây Gabon, tây nam Nigeria.
- Cnestis mannii (Baker) G.Schellenb., 1919: Từ nam Nigeria đến tây bắc Angola.
- Cnestis mildbraedii Gilg, 1911: Từ Nam Sudan đến tây Kenya, Uganda và Cộng hòa Dân chủ Congo.
- Cnestis palala (Lour.) Merr., 1922: Dây vắp cầy, vắp cầy, dây khế, (dây) trường khế. Đảo Hải Nam và Đông Nam Á.
- Cnestis polyphylla Lam., 1789: Miền đông châu Phi, từ nam Kenya đến Nam Phi, Madagascar và các dảo trên Ấn Độ Dương.
- Cnestis racemosa G.Don, 1832: Bờ Biển Ngà, Liberia, Sierra Leone
- Cnestis uncata Lemmens, 1989: Gabon.
- Cnestis urens Gilg, 1892: Cộng hòa Trung Phi, Congo, Gabon, Sudan, Cộng hòa Dân chủ Congo.
- Cnestis yangambiensis Louis ex Troupin, 1951: Cộng hòa Dân chủ Congo.